# Mesnil-Raoul
Mesnil-Raoul är en kommun i departementet Seine-Maritime i regionen Normandie i norra Frankrike. Kommunen ligger i kantonen Boos som tillhör arrondissementet Rouen. År 2022 hade Mesnil-Raoul 1 210 invånare.

## Befolkningsutveckling
Antalet invånare i kommunen Mesnil-Raoul
| Referens: INSEE |